# З глибини
«З глибини» – цикл поезії у прозі українського письменника Михайла Коцюбинського, написаний впродовж 1903-1904 рр.  

## Потік свідомості у циклі
Письменник будує цей цикл поезій у прозі від першої особи як ліричні монологи. У цьому циклі мініатюр осмислюється проблема буття, а процес творчості сприймається як момент, що робить можливим реалізацію істини. Уже в назві циклу реалізується основний концепт техніки «прийому свідомості». Саме «з глибин», з несвідомого потоку думок виринають суб’єктивні переживання митця. Тут право на існування отримує суб’єктивна істина людських почуттів, що є ніби множинною проєкцією людської особистості, а жодну з цих істин не можна вважати до кінця беззаперечною. У цих творах вже явно превалює чуттєвий досвід, який стає організовуючим елементом поетики «потоку свідомості». Образ світу формується із сенсорних характеристик, а об’єктивне начало, якщо й присутнє в першій мініатюрі, то до кінця циклу воно повністю поступається чуттєвому сприйняттю.

## Хмари (1903)
Перша мініатюра, що відкриває цикл, має назву «Хмари». Метафоричний природний образ співвідноситься з несвідомим митця. Коли митець спостерігає за рухом хмар на небі, йому здається, що він сам перебуває на небесах: заглиблення в несвідоме (хмари) породжує образ душі (творчість), яка трансформує несвідоме в художню дійсність. Коли ж письменник не може до кінця заглибитись у творчість, це відбивається й на несвідомому рівні: 
Я співчуваю тобі, коли з тужливою заздрістю стежиш за хмаркою, що тоне, розпливається і гине в блакитній пустелі…
Душа не має фізичної оболонки, її не можна побачити очима. Для цього ліричний герой використовує внутрішній зір. Своєрідний концепт душі зображує повноту та цілісність людського буття, де радість змінює смуток, світло контрастує з темрявою. Автор підкреслює, що зі своїм несвідомим, митець нероздільний, він здатен його впізнавати, бачити, знати та розуміти. 
У цій замальовці митець ще дотримується базових елементів побудови фраз, повтори загалом відсутні, а герой мислить логічно та впорядковано, бо в наступних трьох епізодах автор повністю відмовляється від послідовності на користь підвищення емоційності та фрагментарності.

## Утома (1903)
Першоособова техніка викладу тексту дає письменникові можливість уповні змалювати стан утоми в наступній замальовці. Утома – неодмінний атрибут цивілізованого суспільства. Окрім того, жодна культурна діяльність неможлива без періодичного перенасичення реальністю. Саме тут найяскравіше виявляється естетична втома модерністів, які втомились від заангажованості форм реалізму. Митець прагне відпочити, адже творчість потребує тимчасових зупинок, які дають можливість звільнитись від набридливих думок. Така пауза – це утвердження особистої свободи: 
І чом не живу я, вища істота, як те мертве небо, як нежива земля, як вода, як рослина? 
Свобода – це категорія божественного, якої вже немає в цивілізованому світі. Важливо зазначити, що в цьому епізоді реалізується специфічна ознака «потоку свідомості»: герой свідомо відмовляється від розкриття причин, що впливають на такий його емоційний стан. Негативні думки залишаються необґрунтованими, що створює ефект певного «збайдужіння». Цю тему М. Коцюбинський розвине пізніше, надавши їй ще яскравішого обрамлення в новелі «Intermezzo».

## Самотній (1904)
У мініатюрі «Самотній» виявляється деструктивне начало митця. Цей стан буття роз’їдає людину зсередини, гнітить її та призводить до цілковитого «охолодження» до будь-чого. Тут з’являється більша кількість повторів, аби закцентувати увагу на головній думці:
Самотній!.. Самотній! 
… і тоді навіть… І тоді навіть чорним клубком котиться в грудях моїх болісний й гордий покрик.
Ліричний герой не в змозі протистояти законові буття, накинута норма існування повністю поглинає його. 

## Сон (1904)
Завершальною стає замальовка «Сон». Розпочинається й закінчується вона однаково: 
Снилось мені — чи ж снилось мені?
Тут простежується своєрідне ототожнення сну й реальності, що найповніше виявляє ознаки «потоку свідомості». Людські переживання, які є фрагментованими та розчленованими, по суті в дійсності та уві сні мало чим відрізняються. Сон – це така собі інтерпретація внутрішнього світу людини, її глибинного «я», що зринає на поверхню тільки тоді, коли людина спить. Мотив сну – це найперший ключ до розуміння творчого процесу. Сновидіння актуалізує уяву та фантазію, які окрім стандартної функції пізнання світу, починають виконувати додаткову роль – вони розширюють межі пізнання, змінюють та реконструюють бачення речей та явищ. При тому образи, які виринають уві сні, наділяються потенційною можливістю існувати в реальності. Тут спрацьовує вже зовсім інший механізм: явища, які постають під час сну, розчиняються в актуальній для нас дійсності, стають поряд зі звичними та буденними речами. Баланс, що виникає при цьому, знаходиться на межі реальності та фантастики, таким чином митець починає задумуватись над тим, а чи реальна дійсність справді існує, чи є всього лиш вдалою фікцією. 